# Antoinette de Saxa-Altenburg
Prințesa Antoinette de Saxa-Altenburg (17 aprilie 1838 – 13 octombrie 1908) a fost al doilea copil al Prințului Eduard de Saxa-Altenburg și a Prințesei Amalie de Hohenzollern-Sigmaringen. 

## Biografie
La 22 aprilie 1854, la Altenburg, s-a căsătorit cu Frederic, fiul cel mare și moștenitorul Ducelui Leopold al IV-lea de Anhalt. Cuplul a avut șase copii:
- Leopold, Prinț Ereditar de Anhalt
- Frederic al II-lea, Duce de Anhalt
- Elisabeta, Mare Ducesă de Mecklenburg-Strelitz
- Eduard, Duce de Anhalt
- Prințul Aribert
- Alexandra, Prințesă de Schwarzburg